# La Hacienda, Chiapas
La Hacienda är en ort i Mexiko.   Den ligger i kommunen Bejucal de Ocampo och delstaten Chiapas, i den sydöstra delen av landet, 900 km sydost om huvudstaden Mexico City. La Hacienda ligger 2 268 meter över havet och antalet invånare är 306.
Terrängen runt La Hacienda är bergig åt nordost, men åt sydväst är den kuperad. Runt La Hacienda är det ganska tätbefolkat, med 96 invånare per kvadratkilometer. Närmaste större samhälle är Motozintla de Mendoza, 19,2 km söder om La Hacienda. I omgivningarna runt La Hacienda växer huvudsakligen savannskog.